# Master of Business Administration
Master of Business Administration (afkorting: MBA) is een speciale vorm van een master, vaak gericht op mensen met een bachelor- of masterdiploma en minstens enkele jaren werkervaring. MBA is een beroepsgerichte bedrijfskundige en bedrijfseconomische studie.

## Overzicht
De opzet van de MBA-studie is afkomstig uit de Verenigde Staten, maar MBA wordt inmiddels in vele landen onderwezen. Anders dan bij gewone masters zijn MBA-opleidingen sterk praktijkgericht. Een MBA wordt niet altijd met een scriptie afgesloten, maar daartegenover staat dikwijls wel een zekere inspanning die gedurende het programma geleverd wordt in de vorm van werkstukken en casestudies.
Een MBA-kandidaat kiest gewoonlijk ook een hoofdrichting ("major") waarin hij zich wil specialiseren: marketing management, financieel management, accounting, operationeel onderzoek, bedrijfseconomie, personeelsbeleid, bedrijfsinformatica, internationaal bedrijfsbeheer, kwaliteitsbeleid, non-profit, enzovoorts. Naargelang de traditie in de MBA-school wordt het studieprogramma verder aangevuld met "minors" (tweede specialiteit met minder "credits" dan de hoofdrichting) of een reeks keuzevakken uit andere bedrijfskundige disciplines.
Het aanbod van MBA-opleidingen is zeer verschillend in kwaliteit en loopt uiteen van gerenommeerde en zeer veeleisende studieprogramma's tot titels met geen of uitermate soepele toetredingsvoorwaarden en minimale of geen examenvereisten. Sommige programma's beschikken daarnaast over een uitwisselingsprogramma voor studenten en professoren met een Angelsaksische universiteit (Verenigde Staten of Groot-Brittannië).
Het aantal plaatsen voor de opleiding is aan hoogaangeschreven programma's veelal beperkt en de kandidaten worden gescreend op de kwaliteit van de vorige studies, referenties en bedrijfservaring. Ook speelt de gestandaardiseerde GMAT-score een cruciale rol bij toelating tot internationaal opererende MBA-programma's. Minder hoogaangeschreven programma's hebben daarentegen een veel ruimer aannamebeleid, waarbij zelfs het werkervaringsvereiste niet altijd toepassing vindt.

## Nederland
De opleiding Master of Business Administration werd in 1984 voor het eerst in Nederland aangeboden door het Delftse Research-instituut voor Bedrijfswetenschappen (RVB), een voorloper van de Maastricht School of Management.
De meeste Nederlandse en Belgische MBA's zijn door de NVAO goedgekeurd als hbo-mastergraad, sommige zelfs als universitaire mastergraad. Omdat de MBA gezien wordt als een speciale vorm van een mastergraad, mag deze conform de Wet op het hoger onderwijs en wetenschappelijk onderzoek in Nederland enkel door een erkende instelling worden verleend.
Veel Nederlandse MBA's worden vanwege hun postinitiële karakter niet door de overheid bekostigd en geven geen recht op studiefinanciering. Het collegegeld is bij deze programma's vaak hoger, in Nederland tussen de € 8000 en circa € 70.000 per jaar, dan bij een door de overheid bekostigde universiteit (€ 2.060 voor 2018-2019). In het buitenland, met name de Verenigde Staten, bestaan doorgaans mogelijkheden voor een studiebeurs of goedkope leningen. Meestal zijn aan dergelijke financieringsvormen voorwaarden verbonden waaronder soms Amerikaans staatsburgerschap of een permanente verblijfsvergunning.
Het is niet ongebruikelijk dat de werkgever van de student (een deel van) het collegegeld betaalt. Sponsoring door de werkgever wordt bij een aantal programma's meegenomen als criterium in de toelatingsprocedure. De motivatie daarachter is dat indien iemand bereid is in de kandidaat te investeren, hij wellicht ook succesvol het programma zal volbrengen. Ter rechtvaardiging van het hoge collegegeld wordt veelal verwezen naar de salarisstijging wanneer men de MBA met succes heeft afgerond. Het kan van meerwaarde zijn om na te gaan in hoeverre een Nederlandse Universitaire MBA voorkomt in internationaal gezaghebbende ranglijsten, zoals in de Financial Times en dergelijke. Deze internationale erkenning kan een belangrijke overweging zijn in de uiteindelijke keuze.

## "MBA" versus "mba"
De afkorting MBA (hoofdletters) dient niet verward te worden met de afkorting mba (kleine letters). Het eerste betreft dus de afkorting van de titel "Master of Business Administration", een opleiding op HBO+ niveau, terwijl het tweede een afkorting is voor een oudere mbo-opleiding "Moderne Bedrijfsadministratie", die tussen havo en SPD Bedrijfsadministratie stond.